# Svarttjärnen (Boteå socken, Ångermanland, 700896-160540)
Svarttjärnen är en sjö i Sollefteå kommun i Ångermanland och ingår i Ångermanälvens huvudavrinningsområde.